# Кубок Азії з футболу 2019 (кваліфікаційний раунд)
У відбірковому турнірі до Кубка Азії 2019 року взяли участь команди 46 збірних, що боролися за 23 путівки до фінального турніру в ОАЕ. Відбір складався з чотирьох етапів і два перших були поєднані з відбором на чемпіонат світу 2018 року.

## Формат
Відбірковий турнір складався з чотирьох раундів:
- Перший раунд: 12 найгірших збірних (згідно з рейтингом ФІФА) були розбиті на пари згідно жеребу і грали один з одним два матчі на своєму полі і на полі суперника. 6 переможців проходили до другого раунду.
- Другий раунд: 6 переможців першого раунду і 34 інших збірних згідно жеребом розбивалися на 8 груп, в рамках яких проводився традиційний двоколовий турнір.
  - Вісім переможців груп і чотири найкращі збірні, які посіли другі місця, отримували путівки у фінальний турнір Кубка Азії 2019 і проходили у третій раунд кваліфікації до фінального турніру чемпіонату світу 2018.
  - Чотири найгірші збірні, що зайняли другі місця, вісім збірних, що зайняли треті місця, і чотири найкращі збірні, що зайняли четверті місця, проходили в Третій раунд відбору до фінального турніру Кубка Азії 2019.
  - Решта 12 збірних повинні були грати в раунді плей-оф за право взяти участь у третьому раунді відбору до фінального турніру Кубка Азії 2019.
- Раунд плей-оф: 11 збірних (збірна Індонезії була дискваліфікована), які посіли останні місця в груповому турнірі другого раунду, розігрували 8 путівок у третій раунд.
  - 1-й етап: 10 команд були розбиті на пари, які грали один з одним два матчі на своєму полі та на полі суперника. 5 переможців проходили до третього раунду.
  - 2-й етап: 5 команд, що програли в матчах 1-го етапу, і приєднана до них збірна Бутану грали один з одним два матчі на своєму полі та на полі суперника. 3 переможці проходили до третього раунду.
- Третій раунд: 24 збірних (16 з другого раунду і 8 з раунду плей-оф) за жеребом були розбиті на 6 груп, в рамках яких проводився двоколовий турнір. Дві найкращі команди з кожної групи безпосередньо виходили у фінальну частину Кубка Азії 2019 року.

## Учасники
У відбірковому турнірі стартували команди від 46 членів АФК, в тому числі вперше з 2004 року — збірна Бутану. Вони були розділені на дві частини відповідно до рейтингоу ФІФА на січень 2015 року.
| стартують з другого раунду (позиції з 1-ї по 34-у) | стартують з другого раунду (позиції з 1-ї по 34-у) | Стартують з першого раунду (позиції з 35-у по 46-у) |
| --- | --- | --- |
| 1. Іран (51) 2. Японія (54) 3. Південна Корея (69) 4. Узбекистан (71) 5. ОАЕ (80) 6. Катар (92) 7. Оман (93) 8. Йорданія (93) 9. КНР (96) 10. Австралія (100) 11. Саудівська Аравія (102) 12. Бахрейн (110) 13. Ірак (114) 14. Палестина (115) 15. Ліван (122) 16. Кувейт (125) 17. Філіппіни (129) | 1. Мальдіви (131) 2. В'єтнам (133) 3. Таджикистан (136) 4. М'янма (141) 5. Афганістан (142) 6. Таїланд (144) 7. Туркменістан (147) 8. Північна Корея (150) 9. Сирія (151) 10. Киргизстан (152) 11. Малайзія (154) 12. Гонконг (156) 13. Сінгапур (157) 14. Індонезія (159) 15. Лаос (160) 16. Гуам (161) 17. Бангладеш (165) | 1. Індія (171) 2. Шрі-Ланка (172) 3. Ємен (176) 4. Камбоджа (179) 5. Китайський Тайбей (182) 6. Східний Тимор (185) 7. Непал (186) 8. Макао (186) 9. Пакистан (188) 10. Монголія (194) 11. Бруней (198) 12. Бутан (209) |

Незважаючи на те, що ОАЕ була країною-господаркою Кубка Азії 2019 і збірна цієї країни була кваліфікована у фінальну частину турніру автоматично, вона все одно брала участь у кваліфікаційному турнірі, оскільки він був поєднаний з відбором на чемпіонат світу.
- 47-й член АФК — Північні Маріанські Острови — не є членом ФІФА і тому не могли брати участь у відборі.

## Перший раунд
| Кошик А | Кошик B                                                                                          |
| --- | ------------------------------------------------------------------------------------------------ |
| 1. Індія (171) 2. Шрі-Ланка (172) 3. Ємен (176) 4. Камбоджа (179) 5. Китайський Тайбей (182) 6. Східний Тимор (185) | 1. Непал (186) 2. Макао (186) 3. Пакистан (188) 4. Монголія (194) 5. Бруней (198) 6. Бутан (209) |

Жеребкування першого раунду відбулася 10 лютого 2015 о 15:30 MST (UTC+8) в Куала-Лумпурі. Перші матчі відбулися 12 березня, матчі-відповіді — 17 березня 2015 року.
| Команда 1         | Заг. | Команда 2 | 1-й матч | 2-й матч |
| ----------------- | ---- | --------- | -------- | -------- |
| Індія             | 2–0  | Непал     | 2–0      | 0–0      |
| Ємен              | 3–1  | Пакистан  | 3–1      | 0–0      |
| Східний Тимор     | 5–1  | Монголія  | 4–1      | 1–0      |
| Камбоджа          | 4–1  | Макао     | 3–0      | 1–1      |
| Китайський Тайбей | 2–1  | Бруней    | 0–1      | 2–0      |
| Шрі-Ланка         | 1–3  | Бутан     | 0–1      | 1–2      |

## Другий раунд
Жеребкування другого раунду відбулося 14 квітня 2015 року о 17:00 MST (UTC+8) в Куала-Лумпурі.
Для посіву було використано рейтинг ФІФА за квітень 2015.
| Кошик 1 | Кошик 2 | Кошик 3 | Кошик 4 | Кошик 5 |
| --- | --- | --- | --- | --- |
| - Іран (40) - Японія (50) - Південна Корея (57) - Австралія (63) - ОАЕ (68) - Узбекистан (73) - КНР (82) - Ірак (86) | - Саудівська Аравія (95) - Оман (97) - Катар (99) - Йорданія (103) - Бахрейн (108) - В'єтнам (125) - Сирія (126) - Кувейт (127) | - Афганістан (135) - Філіппіни (139) - Палестина (140) - Мальдіви (141) - Таїланд (142) - Таджикистан (143) - Ліван (144) - Індія (147) | - Східний Тимор (152) - Киргизстан (153) - Північна Корея (157) - М'янма (158) - Туркменістан (159) - Індонезія (159) - Сінгапур (162) - Бутан (163) | - Малайзія (164) - Гонконг (167) - Бангладеш (167) - Ємен (170) - Гуам (175) - Лаос (178) - Камбоджа (179) - Китайський Тайбей (179) |

За результатами жеребкування сформовано 8 груп по 5 команд у кожній. Матчі розпочалися 11 червня 2015 року. У кожній групі були проведені двоколові турніри. Переможці груп, а також найкращі 4 команди, що посіли другі місця, безпосередньо виходять у фінальну частину Кубка Азії.

### Група A
| М  | Команда           | І | В | Н | П | МЗ | МП | РМ  | О  |
| -- | ----------------- | - | - | - | - | -- | -- | --- | -- |
| 1. | Саудівська Аравія | 8 | 6 | 2 | 0 | 28 | 4  | +24 | 20 |
| 2. | ОАЕ               | 8 | 5 | 2 | 1 | 25 | 4  | +21 | 17 |
| 3. | Палестина         | 8 | 3 | 3 | 2 | 22 | 6  | +16 | 12 |
| 4. | Малайзія          | 8 | 1 | 1 | 6 | 3  | 30 | −27 | 4  |
| 5. | Східний Тимор     | 8 | 0 | 2 | 6 | 2  | 36 | −34 | 2  |

|                   | ОАЕ | Саудівська Аравія | Палестина | Східний Тимор | Малайзія |
| ----------------- | --- | ----------------- | --------- | ------------- | -------- |
| ОАЕ               | —   | 1-1               | 2-0       | 8-0           | 10-0     |
| Саудівська Аравія | 2-1 | —                 | 3-2       | 7-0           | 2-0      |
| Палестина         | 0-0 | 0-0               | —         | 7-0           | 6-0      |
| Східний Тимор     | 0-1 | 0-10              | 1-1       | —             | 0-1      |
| Малайзія          | 1-2 | 0-3               | 0-6       | 1-1           | —        |

### Група B
| М  | Команда     | І | В | Н | П | МЗ | МП | РМ  | О  |
| -- | ----------- | - | - | - | - | -- | -- | --- | -- |
| 1. | Австралія   | 8 | 7 | 0 | 1 | 29 | 4  | +25 | 21 |
| 2. | Йорданія    | 8 | 5 | 1 | 2 | 21 | 7  | +14 | 16 |
| 3. | Киргизстан  | 8 | 4 | 2 | 2 | 10 | 8  | +2  | 14 |
| 4. | Таджикистан | 8 | 1 | 2 | 5 | 9  | 20 | −11 | 5  |
| 5. | Бангладеш   | 8 | 0 | 1 | 7 | 2  | 32 | −30 | 1  |

|             | Австралія | Йорданія | Таджикистан | Киргизстан | Бангладеш |
| ----------- | --------- | -------- | ----------- | ---------- | --------- |
| Австралія   | —         | 5-1      | 7-0         | 3-0        | 5-0       |
| Йорданія    | 2-0       | —        | 3-0         | 0-0        | 8-0       |
| Таджикистан | 0-3       | 1-3      | —           | 0-1        | 5-0       |
| Киргизстан  | 1-2       | 1-0      | 2-2         | —          | 2-0       |
| Бангладеш   | 0-4       | 0-4      | 1-1         | 1-3        | —         |

### Група C
| М  | Команда  | І | В | Н | П | МЗ | МП | РМ  | О  |
| -- | -------- | - | - | - | - | -- | -- | --- | -- |
| 1. | Катар    | 8 | 7 | 0 | 1 | 29 | 4  | +25 | 21 |
| 2. | КНР      | 8 | 5 | 2 | 1 | 27 | 1  | +26 | 17 |
| 3. | Гонконг  | 8 | 4 | 2 | 2 | 13 | 5  | +8  | 14 |
| 4. | Мальдіви | 8 | 2 | 0 | 6 | 8  | 20 | −12 | 6  |
| 5. | Бутан    | 8 | 0 | 0 | 8 | 5  | 53 | −48 | 0  |

|          | КНР | Катар | Мальдіви | Бутан | Гонконг |
| -------- | --- | ----- | -------- | ----- | ------- |
| КНР      | —   | 2-0   | 4-0      | 12-0  | 0-0     |
| Катар    | 1-0 | —     | 4-0      | 15-0  | 2-0     |
| Мальдіви | 0-3 | 0-1   | —        | 4-2   | 0-1     |
| Бутан    | 0-6 | 0-3   | 3-4      | —     | 0-1     |
| Гонконг  | 0-0 | 2-3   | 2-0      | 7-0   | —       |

### Група D
| М  | Команда      | І | В | Н | П | МЗ | МП | РМ  | О  |
| -- | ------------ | - | - | - | - | -- | -- | --- | -- |
| 1. | Іран         | 8 | 6 | 2 | 0 | 26 | 3  | +23 | 20 |
| 2. | Оман         | 8 | 4 | 2 | 2 | 11 | 6  | +5  | 14 |
| 3. | Туркменістан | 8 | 4 | 1 | 3 | 10 | 11 | −1  | 13 |
| 4. | Гуам         | 8 | 2 | 1 | 5 | 3  | 16 | −13 | 7  |
| 5. | Індія        | 8 | 1 | 0 | 7 | 5  | 18 | −13 | 3  |

|              | Іран | Оман | Індія | Туркменістан | Гуам |
| ------------ | ---- | ---- | ----- | ------------ | ---- |
| Іран         | —    | 2-0  | 4-0   | 3-1          | 6-0  |
| Оман         | 1-1  | —    | 3-0   | 3-1          | 1-0  |
| Індія        | 0-3  | 1-2  | —     | 1-2          | 1-0  |
| Туркменістан | 1-1  | 2-1  | 2-1   | —            | 1-0  |
| Гуам         | 0-6  | 0-0  | 2-1   | 1-0          | —    |

### Група E
| М  | Команда    | І | В | Н | П | МЗ | МП | РМ  | О  |
| -- | ---------- | - | - | - | - | -- | -- | --- | -- |
| 1. | Японія     | 8 | 7 | 1 | 0 | 27 | 0  | +27 | 22 |
| 2. | Сирія      | 8 | 6 | 0 | 2 | 26 | 11 | +15 | 18 |
| 3. | Сінгапур   | 8 | 3 | 1 | 4 | 9  | 9  | 0   | 10 |
| 4. | Афганістан | 8 | 3 | 0 | 5 | 8  | 24 | −16 | 9  |
| 5. | Камбоджа   | 8 | 0 | 0 | 8 | 1  | 27 | −26 | 0  |

|            | Японія | Сирія | Афганістан | Сінгапур | Камбоджа |
| ---------- | ------ | ----- | ---------- | -------- | -------- |
| Японія     | —      | 5-0   | 5-0        | 0-0      | 3-0      |
| Сирія      | 0-3    | —     | 5-2        | 1-0      | 6-0      |
| Афганістан | 0-6    | 0-6   | —          | 2-1      | 3-0      |
| Сінгапур   | 0-3    | 1-2   | 1-0        | —        | 2-1      |
| Камбоджа   | 0-2    | 0-6   | 0-1        | 0-4      | —        |

### Група F
| М  | Команда           | І | В | Н | П | МЗ | МП | РМ  | О  |
| -- | ----------------- | - | - | - | - | -- | -- | --- | -- |
| 1. | Таїланд           | 6 | 4 | 2 | 0 | 14 | 6  | +8  | 14 |
| 2. | Ірак              | 6 | 3 | 3 | 0 | 13 | 6  | +7  | 12 |
| 3. | В'єтнам           | 6 | 2 | 1 | 3 | 8  | 5  | +3  | 7  |
| 4. | Китайський Тайбей | 6 | 0 | 0 | 6 | 5  | 19 | −14 | 0  |
| 5. | Індонезія1        | 0 | 0 | 0 | 0 | 0  | 0  | 0   | 0  |

|                   | Ірак | В'єтнам | Таїланд | Індонезія | Китайський Тайбей |
| ----------------- | ---- | ------- | ------- | --------- | ----------------- |
| Ірак              | —    | 1-0     | 2-2     | -:-       | 5-1               |
| В'єтнам           | 1-1  | —       | 0-3     | -:-       | 4-1               |
| Таїланд           | 2-2  | 1-0     | —       | -:-       | 4-2               |
| Індонезія         | -:-  | -:-     | -:-     | —         | -:-               |
| Китайський Тайбей | 0-2  | 1-2     | 0-2     | -:-       | —                 |

- 1: 30 травня 2015 року ФІФА оголосила, що Футбольній асоціації Індонезії (PSSI) було призупинено членство в організації, по причині втручання уряду країни у футбольні справи. 3 червня 2015 року АФК підтвердила, що збірна Індонезії відсторонена від участі у відбірковому турнірі. Матчі за її участю скасовані.  [Архівовано 17 квітня 2016 у Wayback Machine.]

### Група G
| М  | Команда        | І | В | Н | П | МЗ | МП | РМ  | О  |
| -- | -------------- | - | - | - | - | -- | -- | --- | -- |
| 1. | Південна Корея | 8 | 8 | 0 | 0 | 27 | 0  | +27 | 24 |
| 2. | Ліван          | 8 | 3 | 2 | 3 | 12 | 6  | +6  | 11 |
| 3. | Кувейт2        | 8 | 3 | 1 | 4 | 12 | 10 | +2  | 10 |
| 4. | М'янма         | 8 | 2 | 2 | 4 | 9  | 21 | −12 | 8  |
| 5. | Лаос           | 8 | 1 | 1 | 6 | 6  | 29 | −23 | 4  |

|                | Південна Корея | Кувейт | Ліван | М'янма | Лаос |
| -------------- | -------------- | ------ | ----- | ------ | ---- |
| Південна Корея | —              | 3-04   | 1-0   | 4-0    | 8-0  |
| Кувейт         | 0-1            | —      | 0-0   | 9-0    | 0-34 |
| Ліван          | 0-3            | 0-1    | —     | 1-1    | 7-0  |
| М'янма         | 0-2            | 3-03   | 0-2   | —      | 3-1  |
| Лаос           | 0-5            | 0-2    | 0-2   | 2-2    | —    |

- 2: 16 жовтня 2015 року ФІФА оголосила про призупинення членства Асоціації футболу Кувейту через зміни в спортивному законодавстві країни. [Архівовано 7 січня 2019 у Wayback Machine.]
- 3: 13 січня 2016 року було прийнято рішення присудити збірній М'янми технічну перемогу 3:0 у матчі проти збірної Кувейту, який був запланований на 17 листопада 2015 року. Причиною стала дискваліфікація Асоціації футболу Кувейта. [Архівовано 7 квітня 2018 у Wayback Machine.]
- 4: 6 квітня 2016 року було прийнято рішення присудити збірним Лаосу та Південної Кореї технічні перемоги 3:0 у матчах проти збірної Кувейту, які були заплановані на 24 та 29 березня 2016 року. Причиною стала дискваліфікація Асоціації футболу Кувейта. [Архівовано 14 березня 2017 у Wayback Machine.]

### Група H
| М  | Команда        | І | В | Н | П | МЗ | МП | РМ  | О  |
| -- | -------------- | - | - | - | - | -- | -- | --- | -- |
| 1. | Узбекистан     | 8 | 7 | 0 | 1 | 20 | 7  | +13 | 21 |
| 2. | Північна Корея | 8 | 5 | 1 | 2 | 14 | 8  | +6  | 16 |
| 3. | Філіппіни      | 8 | 3 | 1 | 4 | 8  | 12 | −4  | 10 |
| 4. | Бахрейн        | 8 | 3 | 0 | 5 | 10 | 10 | 0   | 9  |
| 5. | Ємен           | 8 | 1 | 0 | 7 | 2  | 17 | −15 | 3  |

|                | Узбекистан | Бахрейн | Філіппіни | Північна Корея | Ємен |
| -------------- | ---------- | ------- | --------- | -------------- | ---- |
| Узбекистан     | —          | 1-0     | 1-0       | 3-1            | 1-0  |
| Бахрейн        | 0-4        | —       | 2-0       | 0-1            | 3-0  |
| Філіппіни      | 1-5        | 2-1     | —         | 3-2            | 0-1  |
| Північна Корея | 4-2        | 2-0     | 0-0       | —              | 1-0  |
| Ємен           | 1-3        | 0-4     | 0-2       | 0-3            | —    |

### Рейтинг других місць
Для визначення чотирьох найкращих збірних, які посіли друге місце використовують такі критерії:
1. Набрані очки;
2. Різниця забитих і пропущений м'ячів;
3. Кількість забитих м'ячів;
4. Стикові поєдинки на нейтральному полі (у разі схвалення Оргкомітетом), у разі нічиї буде призначено додатковий час, та серію пенальті;

| Поз | Груп | Команда        | І | В | Н | П | ГЗ | ГП | РГ  | О  | Кваліфікація               |
| --- | ---- | -------------- | - | - | - | - | -- | -- | --- | -- | -------------------------- |
| 1   | F    | Ірак           | 6 | 3 | 3 | 0 | 13 | 6  | +7  | 12 | Вихід на Кубок Азії        |
| 2   | E    | Сирія          | 6 | 4 | 0 | 2 | 14 | 11 | +3  | 12 | Вихід на Кубок Азії        |
| 3   | A    | ОАЕ            | 6 | 3 | 2 | 1 | 16 | 4  | +12 | 11 | Вихід на Кубок Азії        |
| 4   | C    | КНР            | 6 | 3 | 2 | 1 | 9  | 1  | +8  | 11 | Вихід на Кубок Азії        |
| 5   | H    | Північна Корея | 6 | 3 | 1 | 2 | 10 | 8  | +2  | 10 | Потрапляння в Третій раунд |
| 6   | B    | Йорданія       | 6 | 3 | 1 | 2 | 9  | 7  | +2  | 10 | Потрапляння в Третій раунд |
| 7   | D    | Оман           | 6 | 2 | 2 | 2 | 6  | 6  | 0   | 8  | Потрапляння в Третій раунд |
| 8   | G    | Ліван          | 6 | 1 | 2 | 3 | 3  | 6  | −3  | 5  | Потрапляння в Третій раунд |

### Рейтинг четвертих місць
Через те, що ФІФА дискваліфікувало збірну Індонезії, у групі F лишилося 4 збірні у порівнянні зі всіма іншими групами, в яких по 5 збірних.
Таким чином, результати матчів проти збірних, які посіли 5 місце в групах, не враховуються при визначенні чотирьох найкращих збірних, котрі посіли другі місця.
| Поз | Груп | Команда           | І | В | Н | П | ГЗ | ГП | РГ  | О | Кваліфікація                |
| --- | ---- | ----------------- | - | - | - | - | -- | -- | --- | - | --------------------------- |
| 1   | D    | Гуам              | 6 | 1 | 1 | 4 | 1  | 14 | −13 | 4 | Потрапляння в Третій раунд  |
| 2   | G    | М'янма            | 6 | 1 | 1 | 4 | 4  | 18 | −14 | 4 | Потрапляння в Третій раунд  |
| 3   | H    | Бахрейн           | 6 | 1 | 0 | 5 | 3  | 10 | −7  | 3 | Потрапляння в Третій раунд  |
| 4   | E    | Афганістан        | 6 | 1 | 0 | 5 | 4  | 24 | −20 | 3 | Потрапляння в Третій раунд  |
| 5   | B    | Таджикистан       | 6 | 0 | 1 | 5 | 3  | 19 | −16 | 1 | Потрапляння в раунд плей-оф |
| 6   | F    | Китайський Тайбей | 6 | 0 | 0 | 6 | 5  | 19 | −14 | 0 | Потрапляння в раунд плей-оф |
| 7   | C    | Мальдіви          | 6 | 0 | 0 | 6 | 0  | 15 | −15 | 0 | Потрапляння в раунд плей-оф |
| 8   | A    | Малайзія          | 6 | 0 | 0 | 6 | 1  | 29 | −28 | 0 | Потрапляння в раунд плей-оф |

## Раунд плей-оф
Одинадцять найгірших команд другого раунду розіграли 8 путівок до третього раунду, а три невдахи отримали шанс поборотись за Кубок Солідарності 2016 року.
Матчі пройшли в два етапи, кожен за принципом «вдома і в гостях». Перший етап — 2 та 7 червня 2016 року, другий етап — 6 вересня та 11 жовтня 2016 року. Жеребкування цього раунду відбулося 7 квітня 2016 року о 15:00 MYT (UTC+8) в будинку АФК в Куала-Лумпурі, Малайзія.
| Раунд 1                                                             | Раунд 1                                                    | Раунд 2  |
| Кошик 1                                                             | Кошик 2                                                    | Раунд 2  |
| ------------------------------------------------------------------- | ---------------------------------------------------------- | -------- |
| 1. Таджикистан 2. Китайський Тайбей 3. Мальдіви 4. Малайзія 5. Лаос | 1. Індія 2. Ємен 3. Східний Тимор 4. Бангладеш 5. Камбоджа | 1. Бутан |

### Перший етап
Переможці пар безпосередньо вийшли в третій відбірковий раунд. Переможені взяли участь у другому етапі раунду плей-офф.
| Команда 1         | Заг. | Команда 2     | 1-й матч   | 2-й матч   |
| ----------------- | ---- | ------------- | ---------- | ---------- |
| Китайський Тайбей | 2–4  | Камбоджа      | 2–2        | 0–2        |
| Мальдіви          | 0–4  | Ємен          | 0–2        | 0–2        |
| Таджикистан       | 6–0  | Бангладеш     | 5–0        | 1–0        |
| Малайзія          | 6–0  | Східний Тимор | 3–0 (тех.) | 3–0 (тех.) |
| Лаос              | 1–7  | Індія         | 0–1        | 1–6        |

Примітка: Збірній Східного Тимору була зарахована технічна поразка в обох матчах через використання фальсифікованих документів для своїх гравців

### Другий етап
До п'яти команд, що програли на 1-му етапі, за результатами жеребкування додалося збірна Бутану. 6 команд склали 3 пари. Переможці пар вийшли в третій відбірковий раунд. Переможені остаточно вибули з відбіркового турніру.
| Команда 1     | Заг. | Команда 2         | 1-й матч | 2-й матч |
| ------------- | ---- | ----------------- | -------- | -------- |
| Мальдіви      | 5–1  | Лаос              | 4–0      | 1–1      |
| Бангладеш     | 1–3  | Бутан             | 0–0      | 1–3      |
| Східний Тимор | 2–4  | Китайський Тайбей | 1–2      | 1–2      |

## Третій раунд
24 збірних, що пройшли з другого раунду і раунду плей-оф, за жеребом були розбиті на 6 груп, в рамках яких проводився двоколовий турнір. Дві найкращі команди з кожної групи вийшли у фінальну частину Кубка Азії.
Збірна Кувейту була дискваліфікована, а збірна Гуаму відмовилася від участі. Їх місця зайняли фіналісти Кубка Солідарності АФК 2016 року збірні Непалу і Макао, які таким чином повернулись до відбору незважаючи на виліт у першому раунді.
Жеребкування третього туру відбулося 23 січня 2017 року о 16:00 GST в Абу-Дабі, Об'єднані Арабські Емірати
| Кошик 1 | Кошик 2 | Кошик 3 | Кошик 4                                                                                            |
| --- | --- | --- | -------------------------------------------------------------------------------------------------- |
| 1. Йорданія (107) 2. Оман (118) 3. Філіппіни (122) 4. Бахрейн (123) 5. Киргизстан (124) 6. Північна Корея (125) | 1. Індія (129) 2. Палестина (131) 3. Таджикистан (132) 4. В'єтнам (136) 5. Гонконг (140) 6. Туркменістан (143) | 1. Мальдіви (145) 2. Ліван (148) 3. Ємен (149) 4. Афганістан (151) 5. Китайський Тайбей (157) 6. М'янма (159) | 1. Малайзія (161) 2. Сінгапур (165) 3. Камбоджа (172) 4. Непал (175) 5. Бутан (176) 6. Макао (184) |

### Група А
| Поз | Команда    | І | В | Н | П | ГЗ | ГП | РГ  | О  | Кваліфікація        |     |     |     |     |     |
| --- | ---------- | - | - | - | - | -- | -- | --- | -- | ------------------- | --- | --- | --- | --- | --- |
| 1   | Індія      | 6 | 4 | 1 | 1 | 11 | 5  | +6  | 13 | Вихід на Кубок Азії |     | —   | 1–0 | 2–2 | 4–1 |
| 2   | Киргизстан | 6 | 4 | 1 | 1 | 14 | 8  | +6  | 13 | Вихід на Кубок Азії |     | 2–1 | —   | 5–1 | 1–0 |
| 3   | М'янма     | 6 | 2 | 2 | 2 | 10 | 10 | 0   | 8  |                     |     | 0–1 | 2–2 | —   | 1–0 |
| 4   | Макао      | 6 | 0 | 0 | 6 | 4  | 16 | −12 | 0  |                     | 0–2 | 3–4 | 0–4 | —   |     |

1. 1 2  За особистими зустрічами: Індія 1–0 Киргизстан, Киргизстан 2–1 Індія.

### Група B
| Поз | Команда        | І | В | Н | П | ГЗ | ГП | РГ  | О  | Кваліфікація        |     |     |     |     |     |
| --- | -------------- | - | - | - | - | -- | -- | --- | -- | ------------------- | --- | --- | --- | --- | --- |
| 1   | Ліван          | 6 | 5 | 1 | 0 | 14 | 4  | +10 | 16 | Вихід на Кубок Азії |     | —   | 5–0 | 2–0 | 2–1 |
| 2   | Північна Корея | 6 | 3 | 2 | 1 | 13 | 10 | +3  | 11 | Вихід на Кубок Азії |     | 2–2 | —   | 2–0 | 4–1 |
| 3   | Гонконг        | 6 | 1 | 2 | 3 | 4  | 7  | −3  | 5  |                     |     | 0–1 | 1–1 | —   | 2–0 |
| 4   | Малайзія       | 6 | 0 | 1 | 5 | 5  | 15 | −10 | 1  |                     | 1–2 | 1–4 | 1–1 | —   |     |

### Група C
| Поз | Команда    | І | В | Н | П | ГЗ | ГП | РГ  | О  | Кваліфікація        |     |     |     |     |     |
| --- | ---------- | - | - | - | - | -- | -- | --- | -- | ------------------- | --- | --- | --- | --- | --- |
| 1   | Йорданія   | 6 | 3 | 3 | 0 | 16 | 5  | +11 | 12 | Вихід на Кубок Азії |     | —   | 1–1 | 4–1 | 7–0 |
| 2   | В'єтнам    | 6 | 2 | 4 | 0 | 9  | 3  | +6  | 10 | Вихід на Кубок Азії |     | 0–0 | —   | 0–0 | 5–0 |
| 3   | Афганістан | 6 | 1 | 3 | 2 | 7  | 10 | −3  | 6  |                     |     | 3–3 | 1–1 | —   | 2–1 |
| 4   | Камбоджа   | 6 | 1 | 0 | 5 | 3  | 17 | −14 | 3  |                     | 0–1 | 1–2 | 1–0 | —   |     |

### Група D
| Поз | Команда   | І | В | Н | П | ГЗ | ГП | РГ  | О  | Кваліфікація        |     |     |     |     |      |
| --- | --------- | - | - | - | - | -- | -- | --- | -- | ------------------- | --- | --- | --- | --- | ---- |
| 1   | Оман      | 6 | 5 | 0 | 1 | 28 | 5  | +23 | 15 | Вихід на Кубок Азії |     | —   | 1–0 | 5–0 | 14–0 |
| 2   | Палестина | 6 | 5 | 0 | 1 | 25 | 3  | +22 | 15 | Вихід на Кубок Азії |     | 2–1 | —   | 8–1 | 10–0 |
| 3   | Мальдіви  | 6 | 2 | 0 | 4 | 11 | 19 | −8  | 6  |                     |     | 1–3 | 0–3 | —   | 7–0  |
| 4   | Бутан     | 6 | 0 | 0 | 6 | 2  | 39 | −37 | 0  |                     | 2–4 | 0–2 | 0–2 | —   |      |

1. 1 2  За особистими зустрічами: Палестина 2–1 Оман, Оман 1–0 Палестина.

### Група E
| Поз | Команда           | І | В | Н | П | ГЗ | ГП | РГ  | О  | Кваліфікація        |     |     |     |     |     |
| --- | ----------------- | - | - | - | - | -- | -- | --- | -- | ------------------- | --- | --- | --- | --- | --- |
| 1   | Бахрейн           | 6 | 4 | 1 | 1 | 15 | 3  | +12 | 13 | Вихід на Кубок Азії |     | —   | 4–0 | 5–0 | 0–0 |
| 2   | Туркменістан      | 6 | 3 | 1 | 2 | 9  | 10 | −1  | 10 | Вихід на Кубок Азії |     | 1–2 | —   | 2–1 | 2–1 |
| 3   | Китайський Тайбей | 6 | 3 | 0 | 3 | 7  | 12 | −5  | 9  |                     |     | 2–1 | 1–3 | —   | 1–0 |
| 4   | Сінгапур          | 6 | 0 | 2 | 4 | 3  | 9  | −6  | 2  |                     | 0–3 | 1–1 | 1–2 | —   |     |

### Група F
| Поз | Команда     | І | В | Н | П | ГЗ | ГП | РГ | О  | Кваліфікація        |     |     |     |     |     |
| --- | ----------- | - | - | - | - | -- | -- | -- | -- | ------------------- | --- | --- | --- | --- | --- |
| 1   | Філіппіни   | 6 | 3 | 3 | 0 | 13 | 8  | +5 | 12 | Вихід на Кубок Азії |     | —   | 2–2 | 2–1 | 4–1 |
| 2   | Ємен        | 6 | 2 | 4 | 0 | 7  | 5  | +2 | 10 | Вихід на Кубок Азії |     | 1–1 | —   | 2–1 | 2–1 |
| 3   | Таджикистан | 6 | 2 | 1 | 3 | 10 | 9  | +1 | 7  |                     |     | 3–4 | 0–0 | —   | 3–0 |
| 4   | Непал       | 6 | 0 | 2 | 4 | 3  | 11 | −8 | 2  |                     | 0–0 | 0–0 | 1–2 | —   |     |

## Кваліфіковані збірні
| Збірна            | Спосіб кваліфікації           | Дата кваліфікації | Кількість участей | Остання участь | Найкращий результат                          | Рейтинг ФІФА на грудень 2018 |
| ----------------- | ----------------------------- | ----------------- | ----------------- | -------------- | -------------------------------------------- | ---------------------------- |
| ОАЕ               | Господар                      | 9 березня 2015    | 10                | 2015           | Фіналіст (1996)                              | 79                           |
| Катар             | Другий раунд, 1 місце групи C | 17 листопада 2015 | 10                | 2015           | Чвертьфіналіст (2000, 2011)                  | 93                           |
| Південна Корея    | Другий раунд, 1 місце групи G | 13 січня 2016     | 14                | 2015           | Переможець (1956, 1960)                      | 53                           |
| Японія            | Другий раунд, 1 місце групи E | 24 березня 2016   | 9                 | 2015           | Переможець (1992, 2000, 2004, 2011)          | 50                           |
| Таїланд           | Другий раунд, 1 місце групи F | 24 березня 2016   | 7                 | 2007           | 3-тє місце (1972)                            | 118                          |
| Саудівська Аравія | Другий раунд, 1 місце групи A | 24 березня 2016   | 10                | 2015           | Переможець (1984, 1988, 1996)                | 69                           |
| Австралія         | Другий раунд, 1 місце групи B | 29 березня 2016   | 4                 | 2015           | Переможець (2015)                            | 41                           |
| Узбекистан        | Другий раунд, 1 місце групи H | 29 березня 2016   | 7                 | 2015           | 4-те місце (2011)                            | 95                           |
| Іран              | Другий раунд, 1 місце групи D | 29 березня 2016   | 14                | 2015           | Переможець (1968, 1972, 1976)                | 29                           |
| Сирія             | Другий раунд, 2 місце групи E | 29 березня 2016   | 6                 | 2011           | Груповий етап (1980, 1984, 1988, 1996, 2011) | 74                           |
| Ірак              | Другий раунд, 2 місце групи F | 29 березня 2016   | 9                 | 2015           | Переможець (2007)                            | 88                           |
| КНР               | Другий раунд, 2 місце групи C | 29 березня 2016   | 12                | 2015           | Фіналіст (1984, 2004)                        | 76                           |
| Оман              | Третій раунд, 1 місце групи D | 10 жовтня 2017    | 4                 | 2015           | Груповий етап (2004, 2007, 2015)             | 82                           |
| Палестина         | Третій раунд, 2 місце групи D | 10 жовтня 2017    | 2                 | 2015           | Груповий етап (2015)                         | 99                           |
| Індія             | Третій раунд, 1 місце групи A | 11 жовтня 2017    | 4                 | 2011           | Runners-up (1964)                            | 97                           |
| Ліван             | Третій раунд, 1 місце групи B | 10 листопада 2017 | 2                 | 2000           | Груповий етап (2000)                         | 81                           |
| Туркменістан      | Третій раунд, 2 місце групи E | 14 листопада 2017 | 2                 | 2004           | Груповий етап (2004)                         | 127                          |
| Йорданія          | Третій раунд, 1 місце групи C | 14 листопада 2017 | 4                 | 2015           | Чвертьфіналіст (2004, 2011)                  | 109                          |
| Бахрейн           | Третій раунд, 1 місце групи E | 14 листопада 2017 | 6                 | 2015           | 4-те місце (2004)                            | 113                          |
| В'єтнам           | Третій раунд, 2 місце групи C | 14 листопада 2017 | 4                 | 2007           | 4-те місце (19561, 1960 1)                   | 100                          |
| Киргизстан        | Третій раунд, 2 місце групи A | 22 березня 2018   | 1                 | Дебют          | —                                            | 91                           |
| Північна Корея    | Третій раунд, 2 місце групи B | 27 березня 2018   | 5                 | 2015           | 4-те місце (1980)                            | 109                          |
| Філіппіни         | Третій раунд, 1 місце групи F | 27 березня 2018   | 1                 | Дебют          | —                                            | 116                          |
| Ємен              | Третій раунд, 2 місце групи F | 27 березня 2018   | 12                | Дебют          | —                                            | 135                          |

1 Як збірна Південного В'єтнаму
2 Збірна Південного Ємену брала участь у турнірі 1976 року, але за даними ФІФА та АФК нинішня збірна Ємену є правонаступницею збірної Північного Ємену, що у фінальну частину Кубків Азії не виходила

## Найкращі бомбардири
14 голів
- Мохаммад ас-Саглаві

11 голів
- Ахмед Халіл

10 голів
- Хамза аль-Дардур
- Антон Землянухін

9 голів
- Манучехр Джалілов

8 голів
- Тім Кегілл
- Ян Сюй
- Суніл Четрі
- Халід Аль-Хаджі
- Абдулазіз аль-Мукбалі

7 голів
- Ченчо Г'єлтшен
- Жеже Лалпекхлуа
- Сардар Азмун
- Хассан Маатук
- Алі Ашфак
- Джонатан Кантіллана
- Самех Марааба
- Омар Харбін

6 голів
- Юй Дабао
- Кейсуке Хонда
- Наїз Хассан
- Кім Ю Сон
- Сон Хин Мін